# 동고성체육공원
동고성체육공원(東固城體育公園, Donggoseong Sports Park)은 대한민국 경상남도 고성군에 있는 스포츠 시설이다. 인조잔디 필드와 우레탄 트랙이 갖춰진 경기장이며, 2020년에 준공되었다.

## 참고 문헌
- “고성군 체육시설 안내”. 고성군청.
- 《2023 전국 공공체육시설 현황 (2022년 12월말 기준)》. 대한민국 문화체육관광부. 2024.